# Lijst van nomina gentilia
Dit is een lijst van Romeinse nomina. Elk nomen staat voor een gens, oorspronkelijk één enkele familie, maar later meer een politieke groepering. 

## A
- Aburius - munten
- Accius = Attius
- Accoleius - munten
- Acilius
- Aebutius
- Aedinius - van inscripties
- Aelius
- Aemilius
- Albanius - dubieus, mogelijk verwisseld met Albanus of Albinus
- Albatius
- Allectius
- Amatius
- Annaeus
- Annius
- Antestius
- Antius
- Antonius
- Appuleius
- Aquillius
- Arminius - naam van een Germaanse krijgsheer
- Armenius
- Arrius - uit het Etruskische Arntni
- Arsinius
- Artorius
- Asinius
- Ateius
- Atius
- Atilius
- Atrius
- Atronius
- Attius
- Aufidius
- Aurelius
- Ausonius
- Avidius
- Avitus
- Axius

## B
- Babudius
- Baebius
- Barrius
- Bassianus
- Betilienus
- Blandius
- Bruccius == Bruttius(?)
- Bruttius

## C
- Caecilius
- Caecinus
- Calatorius - inscripties, standbeeld in museum van Napels
- Calidius
- Calpurnius
- Calventius
- Camillius/Camilius/Camelius
- Caprenius
- Carius
- Caristanius
- Cassius
- Cispius
- Claudius - een belangrijk gens, oorspronkelijk Etruskisch Clavtie
- Clodius
- Clovius
- Cluntius
- Coiedius
- Cominius
- Cordius
- Cornelius
- Cosconius
- Crispus
- Curius
- Curtius

## D
- Decumius - van inscripties
- Desticius - zeker twee gouverneurs bekend van inscripties
- Dexsius - L. Dexsius Longinus genoemd in een inscriptie uit 119
- Didius
- Dillius
- Domitius
- Duccius - inscripties, met name een grafsteen van Lucius Duccius Rufinus in York
- Duronius - zeker twee hoge staatsambtenaren in de republiek

## E
- Egnatius
- Epidius
- Equitius

## F
- Fabius
- Fadius
- Faenius
- Falerius
- Favonius
- Festinius - genoemd in , en op een grafsteen van een twee jaar oud kind
- Flaccus
- Flaminius
- Flavius
- Flavinius
- Flavonius - inscripties
- Florius
- Floronius - inscripties
- Fufius
- Fulcinius
- Fulvius
- Fundanus
- Furius

## G
- Gabinius
- Galerius
- Gavius
- Gellius
- Granius
- Grattius
- Gratidius

## H
- Helvetius
- Helvius
- Herennius
- Herminius
- Hirtius
- Horatius
- Hortensius
- Hosidius
- Hostilius

## J
- Julius
- Junius
- Justus
- Juventius

## L
- Laetonius
- Lafrenius
- Lampronius
- Liburnius
- Licinius
- Ligustinius
- Livius
- Lollius
- Longinius
- Loreius - huis van Loreius Tiburtinus in Pompeï
- Lucius
- Lucilius
- Lusius

## M
- Macrinius
- Maecilius
- Maelius
- Mallius
- Mamilius
- Manlius
- Manilius
- Marcius
- Marius
- Matius
- Maximius
- Memmius
- Messienus
- Metilius
- Milonius
- Minucius of Minicius
- Modius
- Mucius
- Munatius
- Munius
- Murrius

## N
- Naevius
- Nasennius
- Nemetorius
- Nepius
- Nigidius
- Nigilius
- Nipius
- Norbanus
- Novius
- Numerius

## O
- Octavius
- Olcinius
- Oppius
- Opsius
- Oranius
- Otacilius

## P
- Palpellius
- Papinius
- Papirius
- Papius
- Peltrasius
- Pescennius
- Petellius/Petilius/Petillius
- Petronius
- Pinarius
- Piscius
- Pisentius
- Placidius
- Plautius
- Plinius
- Plotius
- Pollius
- Pomponius
- Pomptinus
- Pontidius
- Pontius
- Popidius
- Portius
- Postumius
- Paesentius
- Publicius
- Pupius

## Q
- Quintilius
- Quintius (of Quinctius)
- Quirinius

## R
- Rabirius
- Rufius
- Rufrius
- Rufus
- Rusonius
- Rutilius

## S
- Sabucius
- Sallustius
- Salonius
- Salvius
- Scribonius
- Secundinius
- Secundius
- Seius
- Sempronius
- Sennius
- Sentius
- Septimius
- Sepunius
- Sepurcius
- Sergius
- Servilius
- Sestius
- Sextilius
- Sextius
- Sidonius
- Silius
- Sittius
- Socellius
- Sornatius
- Spurius
- Statius
- Statilius
- Stertinius
- Suedius
- Sulpicius

## T
- Tadius
- Talmudius
- Tanicius - inscripties, waaronder een prefect Lucius Tanicius Verus
- Tertinius - inscripties, Tertinius Severus van Legio VIII Augusta
- Tettidius - inscripties
- Tettienus - inscripties, suffect consul Galeo Tettienus Petronianus in 76
- Tettius
- Titiedius
- Titius
- Titinius
- Trebatius
- Trebellius
- Tremellius - quaestor Lucius Tremellius 143 v.Chr., praetor Gaius Tremellius Scrofa 52 v.Chr.
- Tuccius
- Tullius

## U
- Ulpius
- Umbrenius
- Umbrius
- Urgulanius
- Uulius

## V
- Vagennius
- Vagionius
- Vagnius
- Valerius - een oud en belangrijk gens
- Varius
- Vassenius
- Vatinius
- Vedius
- Velius
- Veranius
- Verecundius
- Vergilius
- Vesnius
- Vesuvius
- Vibenius
- Vibidius
- Victricius
- Viducius
- Vinicius
- Vipsanius
- Vipstanus
- Viridius
- Virius
- Vitruvius
- Volaginius
- Volcatius
- Volumnius
- Volusennus/Volusenus
- Volusius